# Zumbo

Zumbo ou Zumbu é uma vila da província de Tete em Moçambique, sendo a sede do distrito do mesmo nome. Situa-se na fronteira com a Zâmbia e Zimbabué, na margem do rio Zambeze, sendo o ponto mais ocidental de Moçambique.  
Foi um importante posto comercial português no século XVIII, o local de uma feira onde os portugueses instalados em Tete realizavam trocas comerciais com a população africana. A povoação foi elevada à categoria de vila em 3 de Maio de 1924.